# 格里高里·甘布尔采夫
格里高里·亚历山大罗维奇·甘布尔采夫（俄語：Григо́рий Алекса́ндрович Га́мбурцев，1903年3月23日［儒略曆3月10日］－1955年6月28日）是一名苏联地震学家。

## 生平
格里高里·亚历山大罗维奇·甘布尔采夫于1903年3月23日出生于俄罗斯帝国圣彼得堡。1926年，甘布尔采夫从莫斯科国立大学毕业，时年23岁。1938年起，甘布尔采夫开始在今俄罗斯科学院下属的施密特地球物理研究所工作，在1949年至1955年期间还出任该研究所所长。1946年，甘布尔采夫成为了苏联科学院的准会员，后于1953年成为了正式会员。。
甘布尔采夫发明了一种新型的地震仪。他还提出过两种地质勘探方法，用于矿物勘察的方法被称作“相关折射法”和用于观测地壳的“测深法”。1955年6月28日，甘布尔采夫于莫斯科去世，享年52岁。

## 荣誉
格里高里·亚历山大罗维奇·甘布尔采夫因他的科研工作被授予过多个奖励，如1941年甘布尔采夫被授予苏联国家奖、1945年被授予劳动红旗勋章以及1953年被授予列宁勋章。为纪念甘布尔采夫的科研贡献，1958年于第三次苏联南极远征中发现的新山脉甘布尔采夫山脉即以他的名字为名。位于涅涅茨自治区阿尔汉格尔斯克州的一个油田也以甘布尔采夫的名字命名。